# Шахта (Актюбинская область)
Шахта (каз. Шахта) — упразднённое село в Шалкарском районе Актюбинской области Казахстана. Входило в состав Актогайского сельского округа. Исключено из учётных данных в 2000-е годы.

## География
Располагалось на левом берегу реки Каульжур (впадает в озеро Шалкар), в 11 км к северо-западу от села Котыртас.

## Население
По данным всесоюзной переписи 1989 года в селе проживало 469 человек, в основном казахи.
В 1999 году население села составляло 210 человек (110 мужчин и 100 женщин).